# Erik Pauly

Erik Pauly (2021)

Erik Pauly (* 19. Mai 1970) ist ein deutscher Kommunalpolitiker (CDU). Seit 2014 ist er Oberbürgermeister von Donaueschingen.

## Leben
Pauly wuchs in Titisee-Neustadt und Stuttgart auf. 1989 legte er in Stuttgart das Abitur ab und leistete anschließend seinen Wehrdienst bei der Deutsch-Französischen Brigade in Böblingen, wo er zum Reserveoffizier ausgebildet wurde. 2012 wurde er zum Oberstleutnant der Reserve befördert. Ab 1991 studierte er Rechtswissenschaften an der Georg-August-Universität Göttingen und wurde wie sein Vater Mitglied der Jenaischen Burschenschaft Germania zu Göttingen. Im Zuge der durch die Wiedervereinigung möglich gewordenen Rückkehr der Germania nach Jena wechselte Pauly 1992 an die Friedrich-Schiller-Universität Jena. Er legte 1995 das erste Staatsexamen in Heidelberg ab. Nach dem Rechtsreferendariat in Karlsruhe machte er sich 1997 mit einer auf Öffentliches Recht und Erbrecht spezialisierte Kanzlei als Rechtsanwalt selbstständig. Seit 2003 war er Dozent in der Ausbildung von Rechtsreferendaren. 2004 eröffnete er die Anwaltskanzlei Pauly & Partner. 2012 wurde er Mitglied im Beirat der Justizvollzugsanstalt Freiburg und 2013 Lehrbeauftragter an der Hochschule Kehl.
2014 trat er als „Parteiloser“ zur Oberbürgermeisterwahl in Donaueschingen an und wurde mit 55,6 Prozent der Stimmen im ersten Wahlgang zum Nachfolger von Thorsten Frei gewählt. Er trat sein Amt zum 15. März 2014 an. Am 19. Dezember 2021 wurde er ohne Gegenkandidat mit 98 % der abgegebenen Stimmen wiedergewählt, die Wahlbeteiligung lag bei 25 %.
Pauly ist Mitglied der CDU. 2012 bewarb er sich im Bundestagswahlkreis Freiburg als Direktkandidat der CDU, verlor aber gegen Matern von Marschall. Pauly ist stellvertretender Kreisvorsitzender im CDU-Kreisverband Freiburg.
Pauly ist evangelisch und ledig.